# Anagyrus tantaleus
Anagyrus tantaleus is een vliesvleugelig insect uit de familie Encyrtidae. De wetenschappelijke naam is voor het eerst geldig gepubliceerd in 1910 door Perkins.